# 홍콩에서 온 철인 박
"홍콩에서 온 철인 박"은 한국에서 제작된 김용진 감독의 1971년 영화이다. 박노식 등이 주연으로 출연하였고 박원석 등이 제작에 참여하였다.

## 출연

### 주연
- 박노식
- 홍세미